# Daniela Reis
Pour les articles homonymes, voir Reis.
Daniela da Conceição Alexandre Reis née le 4 juin 1993 à Sobral de Monte Agraço au Portugal, est une cycliste portugaise.

## Palmarès sur route

### Par année
- 2010
  -  Championne du Portugal du contre-la-montre juniors
  - 2e du championnat du Portugal sur route juniors
- 2011
  -  Championne du Portugal du contre-la-montre juniors
  - 2e du championnat du Portugal sur route juniors
- 2013
  -  Championne du Portugal du contre-la-montre
  - 2e du championnat du Portugal sur route
- 2014
  - 2e du championnat du Portugal sur route
- 2015
  -  Championne du Portugal sur route
  -  Championne du Portugal du contre-la-montre
  - Prix de la Ville du Mont Pujols
  - 3e du Grand Prix Fémin'Ain
- 2016
  -  Championne du Portugal sur route
  -  Championne du Portugal du contre-la-montre
  - Coupe de France
  - Prix de la Ville du Mont Pujols
  - Petites Reines de Sauternes
  - 3e du Grand Prix de Chambéry
- 2018
  -  Championne du Portugal sur route
  -  Championne du Portugal du contre-la-montre
- 2019
  -  Championne du Portugal sur route
  -  Championne du Portugal du contre-la-montre

### Classements mondiaux
| Année                                 | 2014 | 2015 | 2016 | 2017 | 2018 | 2019 | 2020 |
| ------------------------------------- | ---- | ---- | ---- | ---- | ---- | ---- | ---- |
| Classement UCI                        | 339e | 211e | 280e | 431e | 235e | 285e | 751e |
| UCI World Tour                        |      |      | nc   | 181e | 140e | nc   | nc   |
|                                       |      |      |      |      |      |      |      |
| Légende : nc = non classéSource : UCI |      |      |      |      |      |      |      |

## Palmarès sur piste
- 2015
  -  Championne du Portugal de la course aux points
  -  Championne du Portugal du scratch